# Isleten
Der kleine Ort Isleten (örtlich die Isleten genannt) ist Teil der Gemeinde Seedorf des Kantons Uri in der Schweiz am Urnersee. Die Siedlung liegt am Eingang zum Isental auf dem Delta des Isitaler Bachs.

## Verkehrswege
1901 wurde die Strasse nach Isenthal in Betrieb genommen. Zum Rest des Kantons Uri bildete bis in die 1950er Jahre der Wasserweg die Hauptverbindung. Die Strasse von Seedorf via Isleten nach Bauen wurde erst 1954 bis 1956 erbaut. Isleten hat eine Anlegestelle für den Personenlinienverkehr mit Dampfschiffen.

## Industriegeschichte
Isleten war lange Zeit ein bedeutender Industriestandort und gilt als Ausgangspunkt für Uris Industrialisierung. Bereits im 16. Jahrhundert nutzte die Familie Madran die Eisenerzvorkommen und den Holzreichtum des Isentals und errichtete an der Isleten eine Anlage zur Gewinnung von Eisen. Sie wurde wahrscheinlich im frühen 17. Jahrhundert wieder aufgegeben.
In den Gebäuden einer 1853 eröffneten Papierfabrik gründete Alfred Nobel 1873 eine Sprengstofffabrik. Dort wurde das von Nobel erfundene Dynamit hergestellt, insbesondere für den Gotthard-Eisenbahntunnel. Ab 1997 reduzierte die Schweizerische Sprengstoff AG Cheddite die Produktion von Sprengstoffen markant und beschränkte sich auf die Herstellung von Spezialprodukten.
Im Zweiten Weltkrieg wurde das Artilleriewerk Isleten erstellt, um die Zugangsachse zu den Gotthardfestungen schützen zu können.

## Tourismus

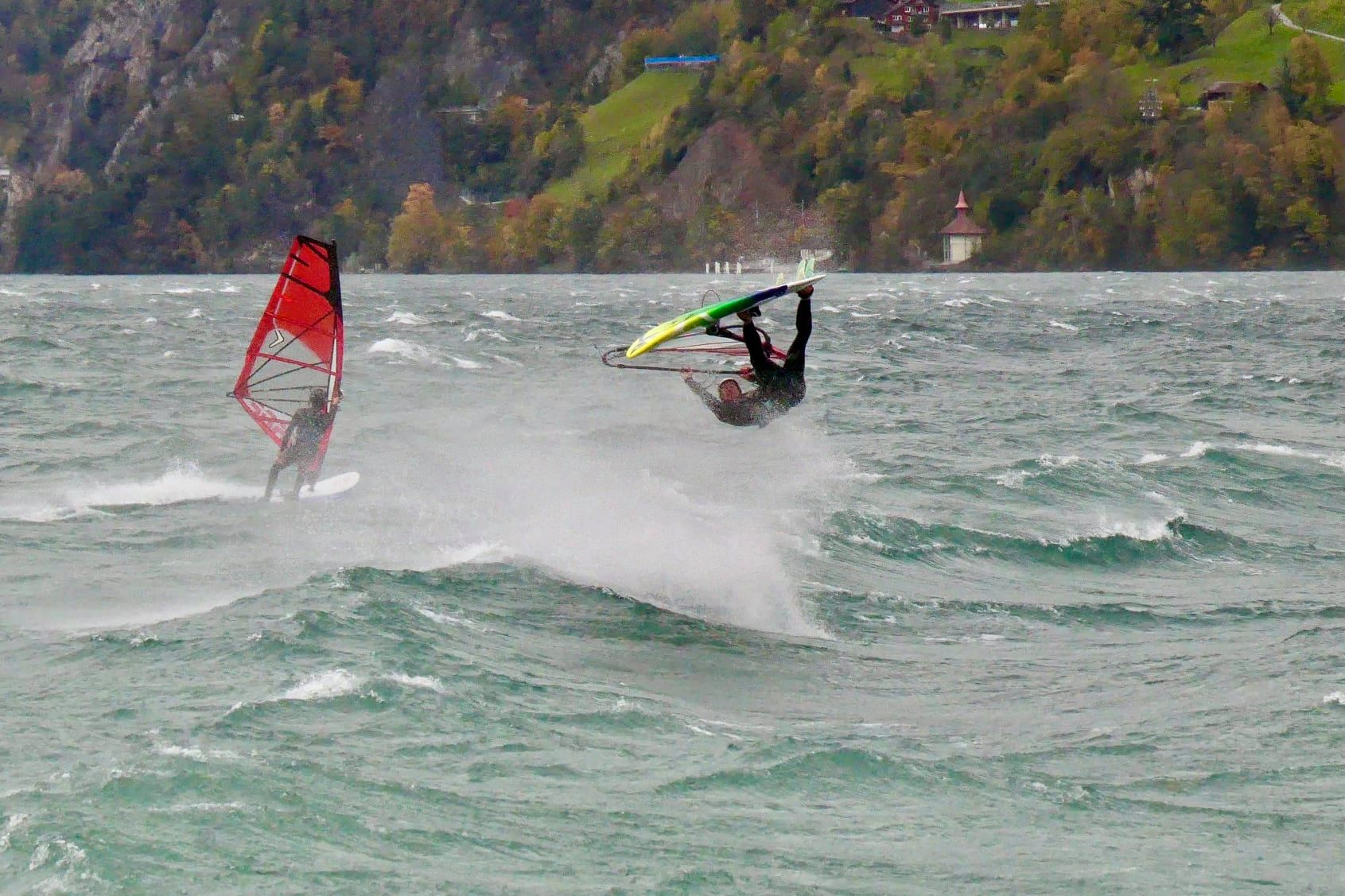
Windsurfer bei Föhn an der Isleten

Isleten liegt am Weg der Schweiz, der um den Urnersee führt. Dank guter Windbedingungen aufgrund seiner exponierten Lage (u. a. Thermik und Föhn) ist es ein beliebter Ort bei Surfern.
Der Investor Samih Sawiris hat das Grundstück der ehemaligen Cheddite AG an der Isleten erworben, um dort eine Marina zu errichten. Der Investor hatte bereits das Tourismusprojekt Andermatt Swiss Alps in Andermatt angestossen und dort auf einem ehemaligen Armee-Grundstück von 1,46 Quadratkilometern Fläche ein Urlaubszentrum mit Hotels, Ferienhäusern, Ferienwohnungen, einem 18-Loch Golfplatz, Geschäften und einem Sport- und Freizeitzentrum mit Eissporthalle und Hallenbad errichtet. Das Projekt dürfte mit grösseren Eingriffen in das gegenwärtige Landschaftsbild einhergehen und ist umstritten. Eine Initiative der Grünen Uri zur Regulierung der Nutzung wurde eingereicht. Die Initiative wurde am 24. November 2024 von der Urner Stimmbevölkerung mit 66,4 % abgelehnt.

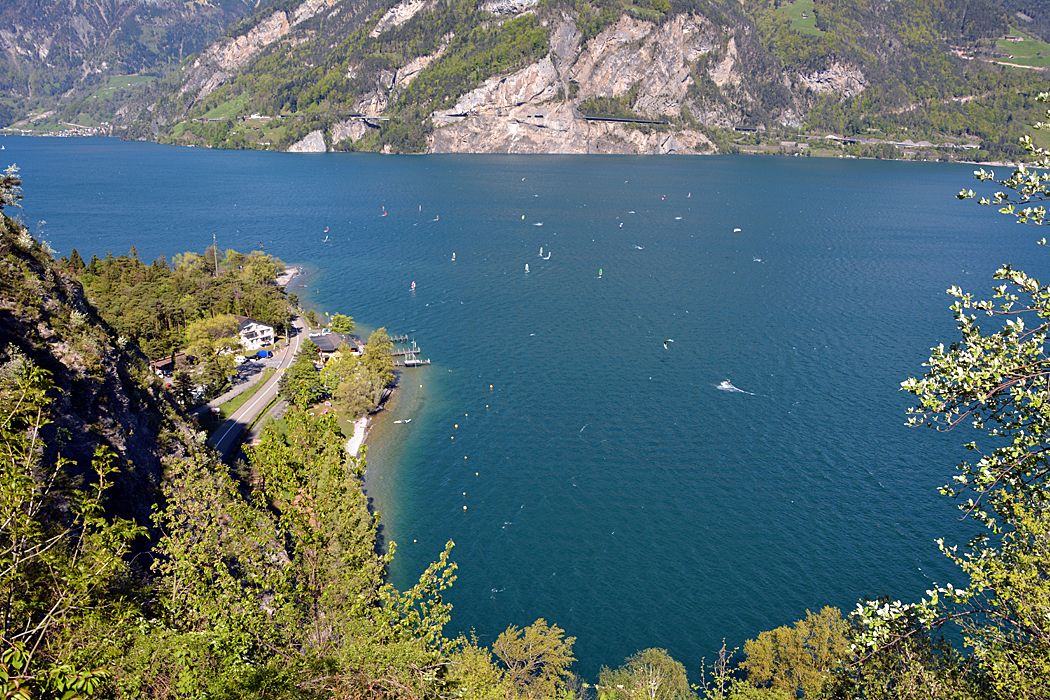
Isleten an der Strasse nach Bauen
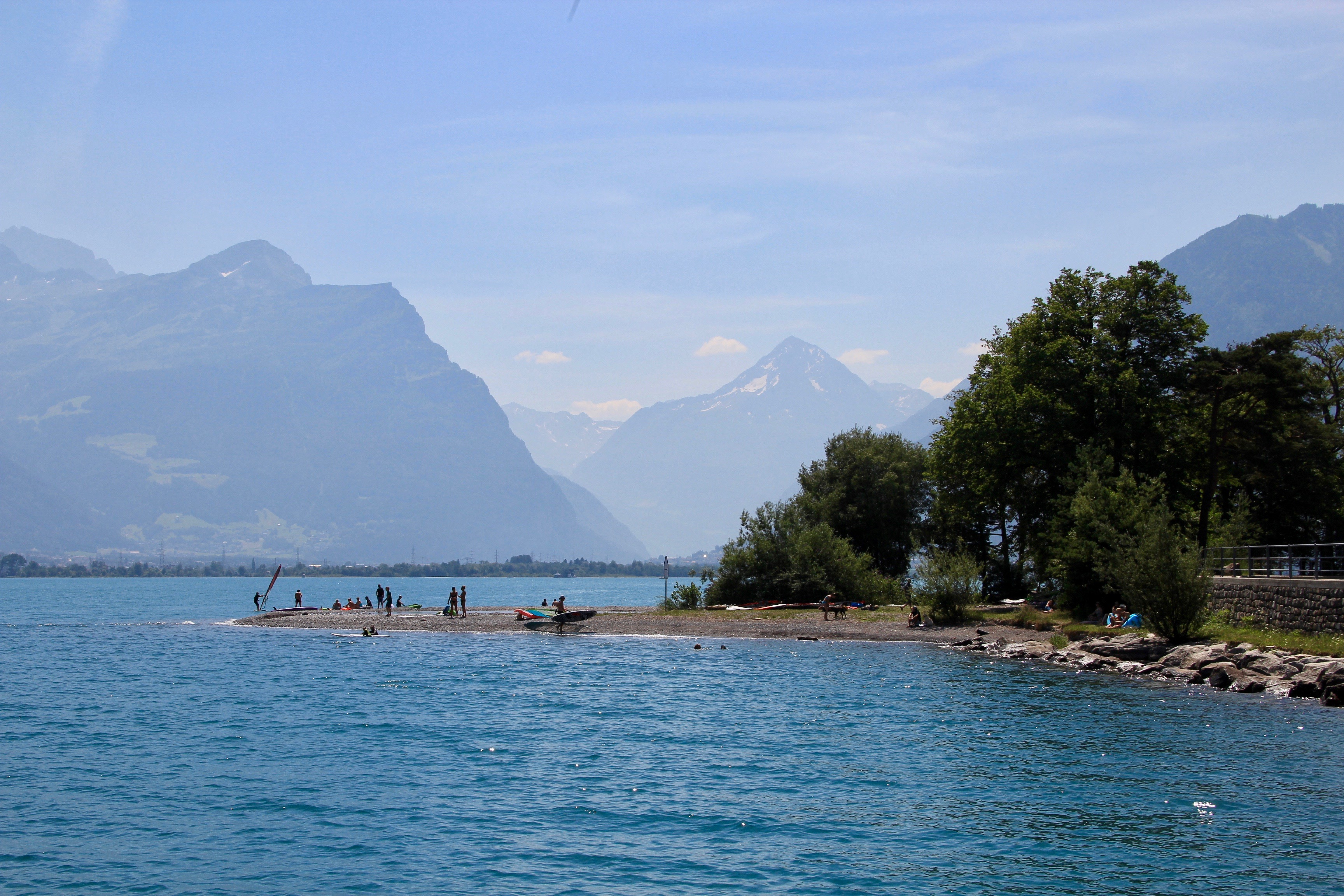
Badeplatz am Delta des Isitalerbaches
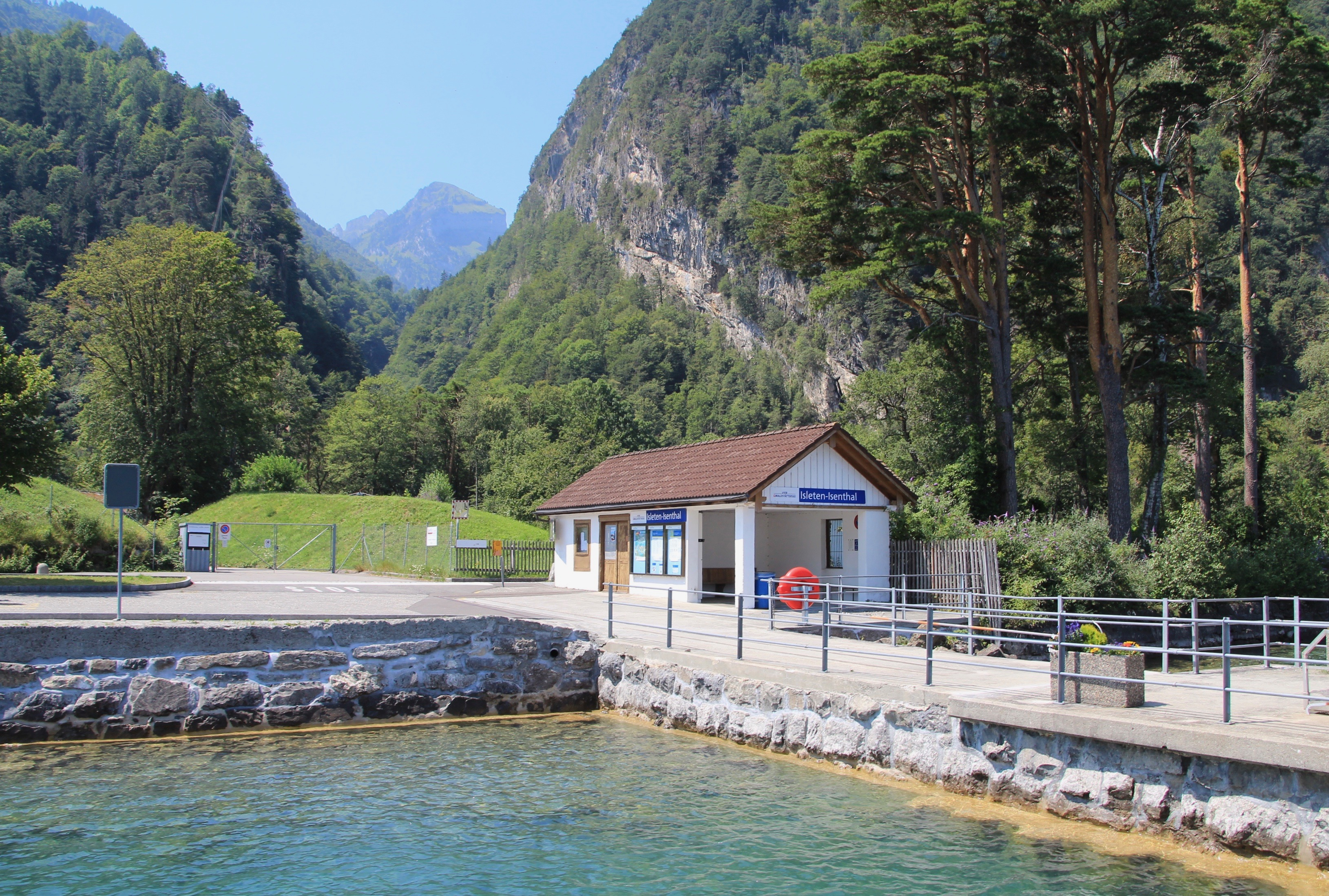
Schiffsteg